# 196000 Izzard
196000 Izzard è un asteroide della fascia principale. Scoperto nel 2002, presenta un'orbita caratterizzata da un semiasse maggiore pari a 3,0703124 UA e da un'eccentricità di 0,1757255, inclinata di 1,41243° rispetto all'eclittica.